# James Callaghan
 Der er for få eller ingen kildehenvisninger i denne artikel, hvilket er et problem. Du kan hjælpe ved at angive troværdige kilder til de påstande, som fremføres i artiklen.

Leonard James Callaghan, baron Callaghan af Cardiff (født 27. marts 1912, død 26. marts 2005) repræsenterede det britiske Arbejderparti, og var Storbritanniens premierminister fra 1976 til 1979. Callaghan er den eneste som både har været finansminister, indenrigsminister, udenrigsminister og premierminister i Storbritannien.
James Callaghan var bestyrelsesformand for Labour (formand for den årlige kongres) i 1973-1974.